# Komenda Rejonu Uzupełnień Gródek Jagielloński

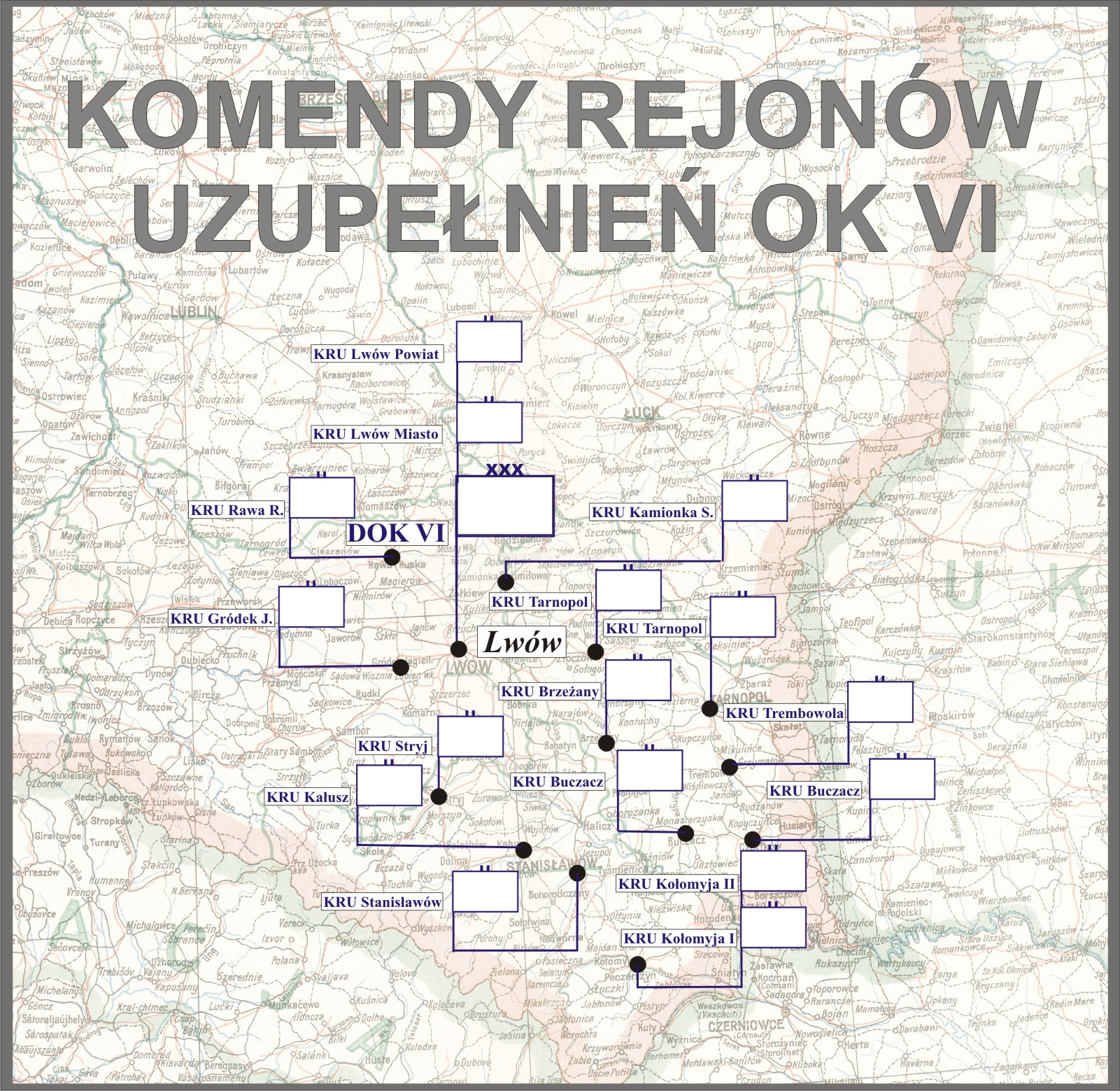
Komendy rejonów uzupełnień DOK VI

Komenda Rejonu Uzupełnień Gródek Jagielloński (KRU Gródek Jagielloński) – organ wojskowy właściwy w sprawach uzupełnień Sił Zbrojnych II Rzeczypospolitej i administracji rezerw w powierzonym mu rejonie.

## Historia komendy
4 maja 1919 roku minister spraw wojskowych ustanowił XXII Powiatową Komendę Uzupełnień Rawa Ruska obejmującą powiaty: rawo-ruski, jaworowski, sokalski, żółkiewski. XXII PKU została włączona w skład nowo utworzonej Okręgowej Komendy Uzupełnień Lwów z tymczasową siedzibą w Przemyślu, która podlegała bezpośrednio Dowództwu Okręgu Generalnego „Lwów”.
22 maja 1919 minister spraw wojskowych wprowadził w życie w Galicji zasadę „terytorialnego kompletowania pułków piechoty”. Zgodnie z tą zasadą PKU Rawa Ruska została przydzielona do kadry 19 Pułku Piechoty, z którą miała utrzymywać ścisłą łączność. Uzupełnianie stanu osobowego 19 pp należało do wyłącznej kompetencji PKU. Przydzielenie komendy do pułku nie wpływało na to, że pozostawała nadal organem Ministerstwa Spraw Wojskowych, od którego miała otrzymywać ogólne wskazówki. Szczegółowe dyspozycje wydać miało komendzie Dowództwo Okręgu Generalnego.
24 maja 1919 minister spraw wojskowych zniósł XXII PKU i ustanowił Powiatową Komendę Uzupełnień dla 19 Pułku Piechoty w Gródku Jagiellońskim obejmującą powiaty: rawo-ruski, jaworowski, gródecki, mościski i rudecki. Powiaty sokalski i żółkiewski, które początkowo wchodziły w skład XXII PKU Rawa Ruska, zostały podporządkowane PKU 40 pp we Lwowie, natomiast powiat gródecki został wyłączony ze składu XXI PKU Lwów, powiat mościski ze składu XXVIII PKU Przemyśl, a powiat rudecki ze składu XXIX PKU Sambor.
12 czerwca 1919 roku minister spraw wojskowych dotychczasową obsadę PKU Rawa Ruska ustanowił jako obsadę PKU Gródek Jagielloński.
Z dniem 1 czerwca 1922 roku została zlikwidowana gospoda inwalidzka przy PKU Gródek Jagielloński.
W marcu 1925 roku zostało zlikwidowane stanowisko referenta inwalidzkiego, a zajmujący je por. kanc. Jan Lebküchler przesunięty na stanowisko oficera ewidencyjnego na powiat jaworowski.
W marcu 1930 roku PKU Gródek Jagielloński podlegała Dowództwu Okręgu Korpusu Nr X i administrowała powiatami: gródeckim, rudeckim, jaworowskim i mościskim. W grudniu tego roku posiadała skład osobowy typu I.
31 lipca 1931 roku gen. dyw. Kazimierz Fabrycy, w zastępstwie ministra spraw wojskowych, rozkazem B. Og. Org. 4031 Org. wprowadził zmiany w organizacji służby poborowej na stopie pokojowej. Zmiany te polegały między innymi na zamianie stanowisk oficerów administracji w PKU na stanowiska oficerów broni (piechoty) oraz zmniejszeniu składu osobowego PKU typ I–IV o jednego oficera i zwiększeniu o jednego urzędnika II kategorii. Liczba szeregowych zawodowych i niezawodowych oraz urzędników III kategorii i niższych funkcjonariuszy pozostała bez zmian.
Z dniem 1 października 1934 roku minister spraw wojskowych zmienił granice Okręgu Korpusu Nr X i VI w ten sposób, że powiaty gródecki, rudecki i jaworowski zostały przesunięte z OK X do OK VI. Równocześnie minister spraw wojskowych zarządził wydzielenie PKU Gródek Jagielloński z powiatami gródeckim, rudeckim i jaworowskim z OK X i przydzielił do OK VI. Natomiast powiat mościcki przydzielił do PKU Przemyśl. Prace związane z przekazaniem i przyjęciem powiatu mościckiego miały być zakończone 15 grudnia 1934 roku, po przeprowadzeniu wcielenia jesiennego. Typ składu osobowego PKU Gródek Jagielloński miał określić rozkaz wykonawczy do nowej organizacji służby poborowej.
1 lipca 1938 roku weszła w życie nowa organizacja służby uzupełnień, zgodnie z którą dotychczasowa PKU Gródek Jagielloński została przemianowana na Komendę Rejonu Uzupełnień Gródek Jagielloński przy czym nazwa ta zaczęła obowiązywać 1 września 1938 roku, z chwilą wejścia w życie ustawy z dnia 9 kwietnia 1938 roku o powszechnym obowiązku wojskowym. Obok wspomnianej ustawy i rozporządzeń wykonawczych do niej, działalność KRU Gródek Jagielloński normowały przepisy służbowe MSWojsk. D.D.O. L. 500/Org. Tjn. Organizacja służby uzupełnień na stopie pokojowej z 13 czerwca 1938 roku. Zgodnie z tymi przepisami komenda rejonu uzupełnień była organem wykonawczym służby uzupełnień .
Komendant rejonu uzupełnień w sprawach dotyczących uzupełnień Sił Zbrojnych i administracji rezerw podlegał bezpośrednio dowódcy Okręgu Korpusu Nr VI, który był okręgowym organem kierowniczym służby uzupełnień. Rejon uzupełnień nie uległ zmianie i nadal obejmował powiaty: gródecki, rudecki i jaworowski.

## Obsada personalna
Poniżej przedstawiono wykaz oficerów zajmujących stanowisko komendanta Powiatowej Komendy Uzupełnień i komendanta rejonu uzupełnień oraz wykaz osób funkcyjnych (oficerów i urzędników wojskowych) pełniących służbę w PKU i KRU Gródek Jagielloński, z uwzględnieniem najważniejszych zmian organizacyjnych przeprowadzonych w 1926 i 1938 roku.
| Komendanci                              | Komendanci              | Komendanci                         |
| --------------------------------------- | ----------------------- | ---------------------------------- |
| Stopień, imię i nazwisko                | okres pełnienia funkcji | kolejne stanowisko (dalsze losy)   |
| ppłk Kazimierz Korn                     | od 12 VI 1919           |                                    |
| ppłk Mikołaj Mitkiewicz-Żółtek          | od 18 I 1921            |                                    |
| ppłk piech. Rudolf Franciszek Wydra     | 1923 – II 1926          | inspektor poborowy DOK X           |
| mjr sap. kolej. / sap. Mieczysław Małek | II 1926 – VI 1930       | dyspozycja dowódcy OK X            |
| mjr piech. Marian Józef Kobyłecki       | IX 1930 – VII 1935      | dyspozycja dowódcy OK VI           |
| mjr piech. Jan Mieczysław Berger        | VIII 1935 – ?           | oficer sztabu Lwowskiej Brygady ON |
| ppłk piech. Rudolf Ksander              | był w III 1939          |                                    |

| Obsada personalna PKU w czerwcu 1919 roku | Obsada personalna PKU w czerwcu 1919 roku |
| ----------------------------------------- | ----------------------------------------- |
| komendant                                 | ppłk Kazimierz Korn                       |
| zastępca komendanta                       | mjr Antoni Schmidt                        |
| naczelnik kancelarii                      | kpt. Wojciech Smolicki                    |

| Obsada pozostałych stanowisk funkcyjnych PKU w latach 1921–1925 | Obsada pozostałych stanowisk funkcyjnych PKU w latach 1921–1925 | Obsada pozostałych stanowisk funkcyjnych PKU w latach 1921–1925 | Obsada pozostałych stanowisk funkcyjnych PKU w latach 1921–1925 |
| --------------------------------------------------------------- | --------------------------------------------------------------- | --------------------------------------------------------------- | --------------------------------------------------------------- |
| referent                                                        | urzędnik wojsk. X rangi / kpt. kanc. Ferdynand Fuhrman          |                                                                 |                                                                 |
| referent inwalidzki                                             | urzędnik wojsk. X rangi / por. kanc. Jan Lebküchler             | był w 1923 – III 1925                                           | OE Jaworów                                                      |
| oficer instrukcyjny                                             | kpt. piech. Witold Rosołowski                                   | do 6 IX 1923                                                    | 19 pp                                                           |
| oficer instrukcyjny                                             | por. piech. Wincenty Skórczyński                                | 6 IX 1923 – XII 1924                                            | 4 pp Leg.                                                       |
| oficer instrukcyjny                                             | kpt. piech. Stanisław Leopold Czarnecki                         | od XII 1924                                                     |                                                                 |
| oficer ewidencyjny na powiat mościski lub rudecki               | urzędnik wojsk. XI rangi Franciszek Dąbrowski                   | 1923                                                            |                                                                 |
| oficer ewidencyjny na powiat mościski                           | por. piech. Jerzy Wodecki                                       | II – V 1925                                                     | 2 pp Leg.                                                       |
| oficer ewidencyjny na powiat mościski                           | por. kanc. Mikołaj Stefan Sheybal                               | IV – V 1925                                                     | OE Dobromil PKU Przemyśl                                        |
| oficer ewidencyjny na powiat mościski                           | por. kanc. Marek Kleinfeld                                      | od V 1925                                                       |                                                                 |
| oficer ewidencyjny na powiat gródecki                           | urzędnik wojsk. X rangi / por. kanc. Wiktor Sałuk               |                                                                 |                                                                 |
| oficer ewidencyjny na powiat jaworowski                         | por. piech. Tadeusz Mieczysław Kuliczkowski                     | XII 1923 – VIII 1924                                            | PKU Brzeżany                                                    |
| oficer ewidencyjny na powiat jaworowski                         | por. kanc. Antoni Stacherski                                    | VIII – †27 XII 1924                                             |                                                                 |
| oficer ewidencyjny na powiat jaworowski                         | por. kanc. Jan Lebküchler                                       | od III 1925                                                     |                                                                 |
| Obsada pozostałych stanowisk funkcyjnych PKU w latach 1926–1938 |                                                                 |                                                                 |                                                                 |
| kierownik I referatu administracji rezerw i zastępca komendanta | mjr kanc. Oswald Szałowski                                      | od II 1926 – ?                                                  | kierownik I referatu PKU Kałusz                                 |
| kierownik I referatu administracji rezerw i zastępca komendanta | kpt. kanc. Adolf I Thiel                                        | do XI 1928                                                      | referent PKU Pińczów                                            |
| kierownik I referatu administracji rezerw i zastępca komendanta | mjr piech. Stanisław Henryk Malankiewicz                        | XI 1928 – III 1929                                              | dyspozycja dowódcy OK X                                         |
| kierownik I referatu administracji rezerw i zastępca komendanta | mjr piech. Edward Wojtulewski                                   | III 1929 – IX 1930                                              | dyspozycja dowódcy OK X                                         |
| kierownik I referatu administracji rezerw i zastępca komendanta | kpt. piech. Adam Kisielewski                                    | XI 1930 – VI 1938                                               | kierownik I referatu KRU                                        |
| kierownik II referatu poborowego                                | kpt. kanc. Ferdynand Fuhrman                                    | od II 1926                                                      | stan spoczynku                                                  |
| kierownik II referatu poborowego                                | kpt. gosp. Stanisław Rydarowski                                 | IV 1928 – 20 III 1931                                           | płatnik 6 baonu sanitarnego                                     |
| kierownik II referatu poborowego                                | por. kanc. Franciszek Szurmiak                                  | I 1931 – 31 III 1933                                            | stan spoczynku                                                  |
| kierownik II referatu poborowego                                | por. art. Leon Zawrzel                                          | 1933 – IV 1936                                                  | Oddział II SG                                                   |
| referent                                                        | por. kanc. Wiktor Sałuk                                         | II 1926 – 31 III 1928                                           | stan spoczynku                                                  |
| referent                                                        | por. gosp. Stanisław Jan Wojtas                                 | IV 1928 – XII 1929                                              | referent PKU Kraków Miasto                                      |
| referent inwalidzki                                             | por. kanc. Michał Michalski                                     | III – VII 1927                                                  | referent PKU Drohobycz                                          |
| Obsada pozostałych stanowisk funkcyjnych KRU w latach 1938–1939 |                                                                 |                                                                 |                                                                 |
| kierownik I referatu ewidencji                                  | kpt. adm. (piech.) Adam Kisielewski                             | 1938 – 1939                                                     |                                                                 |
| kierownik II referatu uzupełnień                                | kpt. adm. (piech.) Wincenty Duda                                | był w III 1939                                                  |                                                                 |